# Сандаловое дерево
Санда́ловое де́рево, или Птерока́рпус санда́ловый (лат. Pterocárpus santálinus) — небольшое дерево, растущее в лиственных лесах востока тропической Азии и на Цейлоне; вид рода Птерокарпус семейства Бобовые. Это дерево ценится за насыщенный красный цвет его древесины. Древесина не является ароматической. Птерока́рпус санда́ловый не следует путать с ароматическими сандаловыми деревьями (Santalum), которые происходят из Южной Индии.

## Ботаническое описание

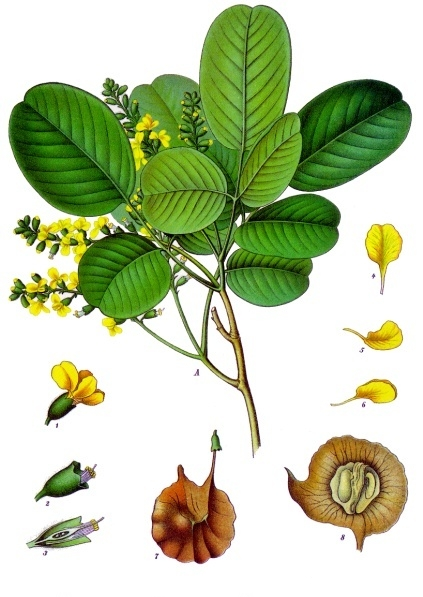
Ботаническая иллюстрация из книги Köhler's Medizinal-Pflanzen, 1887

В высоту достигает 6—8 метров, диаметр ствола — 50—150 см, листья перистые трехлопастные.
Цветки одиночные жёлтые с красными полосками; тычинок 10, из которых девять спаяны нитями в трубку.
Плод — округлый гладкий боб. Содержит всего 1—2 семя.

## Значение и применение

### Пиломатериалы.  Древесина для изготовления мебели
Древесина сандалового дерева используется для создания дорогой мебели.
Из-за его медленного роста Pterocarpus santalinus и его редкости, мебель из красного сандала всегда была очень дорога. Это был один из самых дорогих лесоматериалов на протяжении тысячелетий. Качеству древесины отдавал дань ещё царь Соломон.
Дерево исторически ценилось в Китае, особенно в периоды правления династии Мин и Цин, и называется по-китайски, как Zitan (紫檀) и пишется Цзы-Тань у более ранних западных авторов, таких как Густав Экке (англ.), который ввёз классическую китайскую мебель на запад.
Между XVII и XIX веками в Китае редкость этой древесины привела к резервации сандаловой мебели для династии Цин императорского двора. Цзы-Тань является древней китайской аналогией индийского слова Chandan для названия красного сандалового дерева.
В Индии ещё существует рынок экспорта сандалового дерева контрабандистами, что является весьма прибыльным занятием в связи с высокими ценами на это дерево в Китае.

### Красители и другие вещества
Из древесины выделяют краситель, он содержит санталин, санталовую кислоту, сантал и птерокарпин.